# Bogdan Dowlasz
Bogdan Dowlasz (ur. 8 stycznia 1949 w Łodzi, zm. 1 lutego 2025 tamże) – polski akordeonista, kompozytor i pedagog.

## Życiorys
Absolwent Franz-Liszt-Hochschule w Weimarze (klasa akordeonu oraz teorii muzyki i kompozycji, dyplom 1974). Od 1974 zatrudniony w Akademii Muzycznej w Łodzi (od 1980 prowadził klasę akordeonu). W latach 1993–1999 rektor tej uczelni. W 1999 roku uzyskał tytuł profesora zwyczajnego. Założyciel Łódzkiego Kwintetu Akordeonowego, Łódzkiej Orkiestry Akordeonowej i Tria Łódzkiego. Wiceprezes Zarządu Głównego Stowarzyszenia Akordeonistów Polskich.
Laureat konkursów kompozytorskich w Castelfilardo, Czechowicach-Dziedzicach, Salzburgu i Toruniu. Odznaczony m.in. Krzyżem Kawalerskim Orderu Odrodzenia Polski i Odznaką Zasłużony Działacz Kultury.
W 2016 został odznaczony Srebrny Medal „Zasłużony Kulturze Gloria Artis”.